# Chamba

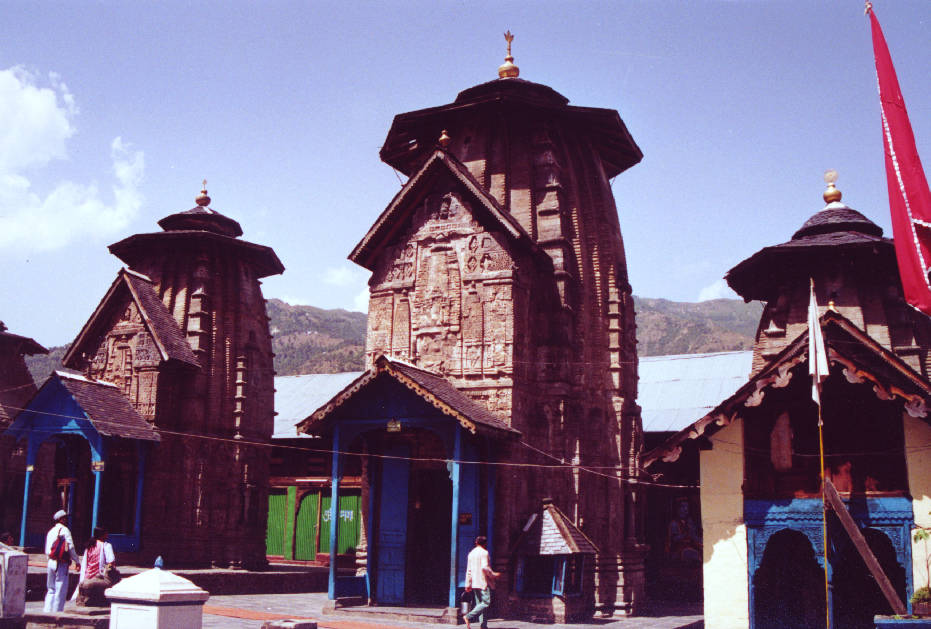
Tempel i Chamba.

Chamba är en stad i den indiska delstaten Himachal Pradesh, och är huvudort för ett distrikt med samma namn. Folkmängden uppgick till 19 933 invånare vid folkräkningen 2011. Chamba var förr huvudstad i ett furstendöme med samma namn.